# 헨리 모리스
헨리 모리스(Henry M. Morris, 1918년 10월 6일 – 2006년 2월 25일)는 미국의 토목공학자, 창조과학 신봉자이다. 홍수지질학회의 회원이었다.

## 생애
텍사스에서 출생했다. 남침례교인이다. 아버지는 부동산 중개업을 했다. 대공황 때 가정 형편이 나빠져서 등록금이 무료인 라이스 대학에 입학했다. 1939년 토목공학 학사 학위를 취득했다. 그의 학업성적은 뛰어났고 우등생 친목 단체(Phi Beta Kappa)에도 가입했다.
졸업 후 국경선과 물 위원회(International Boundary and Water Commission)에서 일했다. 직장 때문에 엘 파소로 간 모리스는 틈틈이 성경공부를 했다. 젊은 시절의 그는 종교에 관심이 없었고 진화를 비롯한 사실들을 인정했다. 성경공부를 하면서 창조론에 관심을 갖게 되었고, 문자적 6일 창조를 지지하게 되었다.
2차 세계대전이 벌어진 뒤 라이스 대학으로 돌아와 3년 간 토목공학을 가르쳤다. 종교 활동도 열심히 했다. 미네소타 대학원에서 유체공학을 공부했고 1950년 박사학위를 받았다. 지질학과 수학을 부전공했다. 이후 케이준 지역의 사우스웨스턴 루이지애나 연구소 토목공학과 과장으로 부임했다. 1960년대에 그는 주로 침례교 교회, 몇몇 보수적인 장로교회, 루터교회, 개혁교회, 성공회 교회, 감리교회, 메노파 교회, 오순절 교회에 연설을 하러 다녔다.
1975년 말에 휘트컴과 공동 저작물을 만들기로 하였다. 버지니아 폴리테크닉 주립대학(VPI)에서 토목공학 프로그램을 진행하면서 틈틈이 원고를 써 나갔다. 모리스는 350쪽이나 책에 기여했다.
1969년 봄 토목공학과 교수 사임 의사를 밝혔다. 1970년에 성경학교와 창조과학센터를 설립하기 위해 미국 서부를 갔다.

## 가족
아내 메리 루이스(Mary Louise), 아들 셋, 딸 셋이 있다. 모리스는 그의 가족을 신앙심 투철하고 결속력 있게 꾸려나갔다.

## 주요 입장
성경에 오류가 없다고 믿었다. 전지구적인 대홍수를 지지했다. 조지 맥크리디 프라이스를 지질학의 세계적인 권위자로 생각했다가 프라이스의 이름이 들어간 경우 사게 될 반발을 우려하여 나중에 그 입장을 철회했다. 예수 그리스도의 재림을 믿었으며 전천년설을 지지했다. 젊은 지구 창조설을 지지했다. 열역학 제2법칙에 대해 오해하여 창조과학을 옹호했다. 창조와 타락의 과정 중 타락의 결과 생물들이 죽기 시작했다고 했다. 따라서 타락이 일어나기 전에는 어떤 죽음도 없었다고 하였고, 그러므로 모든 화석은 아담의 타락 이후에 생긴 것이라고 추측했다. 프라이스의 추측과 다른 점은 모리스의 것은 엘런 화이트의 영향을 받은 것이기 때문에 에덴 이전에도 생명체가 있었다고 본다는 것이다. 이에 따라 젊은 지구를 고집하지는 않았다.
제칠일안식일예수재림교회에서 홍수지질학이 나왔다는 비판에 대해서는 사실이 아니라고 주장했다.
《창세기의 홍수》에서 신이 인간에게 준 책은 자연과 성경이 있는데, 성경이 자연보다 우선하며 인간에겐 자연 역시 해석할 선택권이 있다고 보았다. 자연과 성경은 모두 오류 없는 것이어서 서로 모순되는 경우도 없다고 주장했다. 충상단층의 반박을 위해 조지 맥크리디 프라이스처럼 글레이셔 국립공원의 치프산을 예로 들었다. 치프산에는 오랜 선캄브리아기 석회석이 그보다 덜 오래된 백악기 지층 표면에 정확히 일치해서 놓여있다. 모리스는 또한 《창세기의 홍수》에서 인간과 공룡이 공존했다고 주장했다. 이 주장은 상당히 이례적인 것이나 틀린 설명이다.
그는 방사능 탄소 연대측정법에 대해서도 반박하려고 했다. 홍수 이전에 거대한 수증기 덮개가 지구를 감싸고 있었다고 했다. 이것이 우주의 방사선으로부터 생명체들을 보호했기 때문에 홍수 이전 생명체들의 수명이 길었다고 했다. 또한 이 수증기 덮개가 대기의 높은 곳에서 방사성 탄소의 생성을 막았기 때문에 현재에 비해 일반탄소 대비 방사성 탄소의 양을 현저히 낮추었다고 주장했다.(탄소연대측정법에서는 두 값의 비율이 장시간에 걸쳐 일정하다고 가정한다) 물론 당연하게도 이는 과학적 근거와는 동떨어진 그만의 주장이었다.
그는 홍수지질학의 역할이 진화론이 진짜인지 창조주의가 진짜인지 판결하는 것이라고 보았다. 만약 홍수가 일어났을 때 화석을 품은 지층들이 생겼다는 것이 증명되기만 한다면 이 문제의 결론이 나온다고 보았다. 이 홍수지질학은 후에 통일교의 영향을 받은 주장들과 합쳐져서 창조과학이라는 사이비과학으로 만들어지게 된다.
1974년 무렵 사이비과학에 해당하는 창조과학 교과서가 나온 뒤로는 교과서 상에서 창조과학을 가르치되, 성경 구절을 언급하면서 가르치는 것을 하지 말아야 한다고 했다. 기초적인 과학적 창조 모델만을 가르쳐야 창조주의의 다양한 해석이 잘못 전달될 염려가 없다고 보았다.

## 평가
《창세기의 홍수》가 저술된 이후 보수적인 기독교 내에서 열렬한 지지를 받았다. 그러나 그 외에서는 별다른 반향을 일으키지 못했다.

## 같이 보기
- 조지 맥크리디 프라이스
- 존 휘트컴 주니어
- 사이비과학
  - 창조과학

## 참고 문헌
- 로널드 L. 넘버스 (2016). 《창조론자들》. 새물결플러스. ISBN 9791186409558.